# 26935 Vireday
26935 Vireday è un asteroide della fascia principale. Scoperto nel 1997, presenta un'orbita caratterizzata da un semiasse maggiore pari a 2,3100586 UA e da un'eccentricità di 0,1143091, inclinata di 7,88869° rispetto all'eclittica.